# Högnhöfði
Högnhöfði ist ein Tafelvulkan (1002 m) im Süden von Island. Sein Volumen wird von Eason et al. (2015) auf 3,8 km3 geschätzt.

## Lage
Der Berg befindet sich im Süden des Landes im isländischen Hochland etwa 25 km nordöstlich von Laugarvatn.
Er erhebt sich nordöstlich der Passhöhe Brúaráskarð, wo der Fluss Brúará entspringt.
Im Osten des Berges befindet sich eine weitere Passhöhe namens Hellisskarð, eine in früheren Zeiten vielgenutzte Trasse.

## Beschreibung
Der mächtige Berg erhebt sich um mehr als 500 m über seine Umgebung und erstreckt sich in einem schiefen Oval von Nordosten nach Südwesten, wobei er der Ausrichtung der aktiven Vulkanzone, zu der er gehört, folgt.
Es handelt sich um einen Palagonitrücken oder auch einen nicht ganz ausgebildeten Tafelvulkan vom Ende der Eiszeit vor ca. 10.000 Jahren.

## Besteigung
Vom Efstadals- und Brekkuskógur führt ein ca. 8 km langer Weg zum Berg. Man kann mit dem Jeep auch eine Piste bis zum Fuß des Berges fahren und am besten von Westen aus aufsteigen (von Miðdalur).